# Bobrovecké plieska

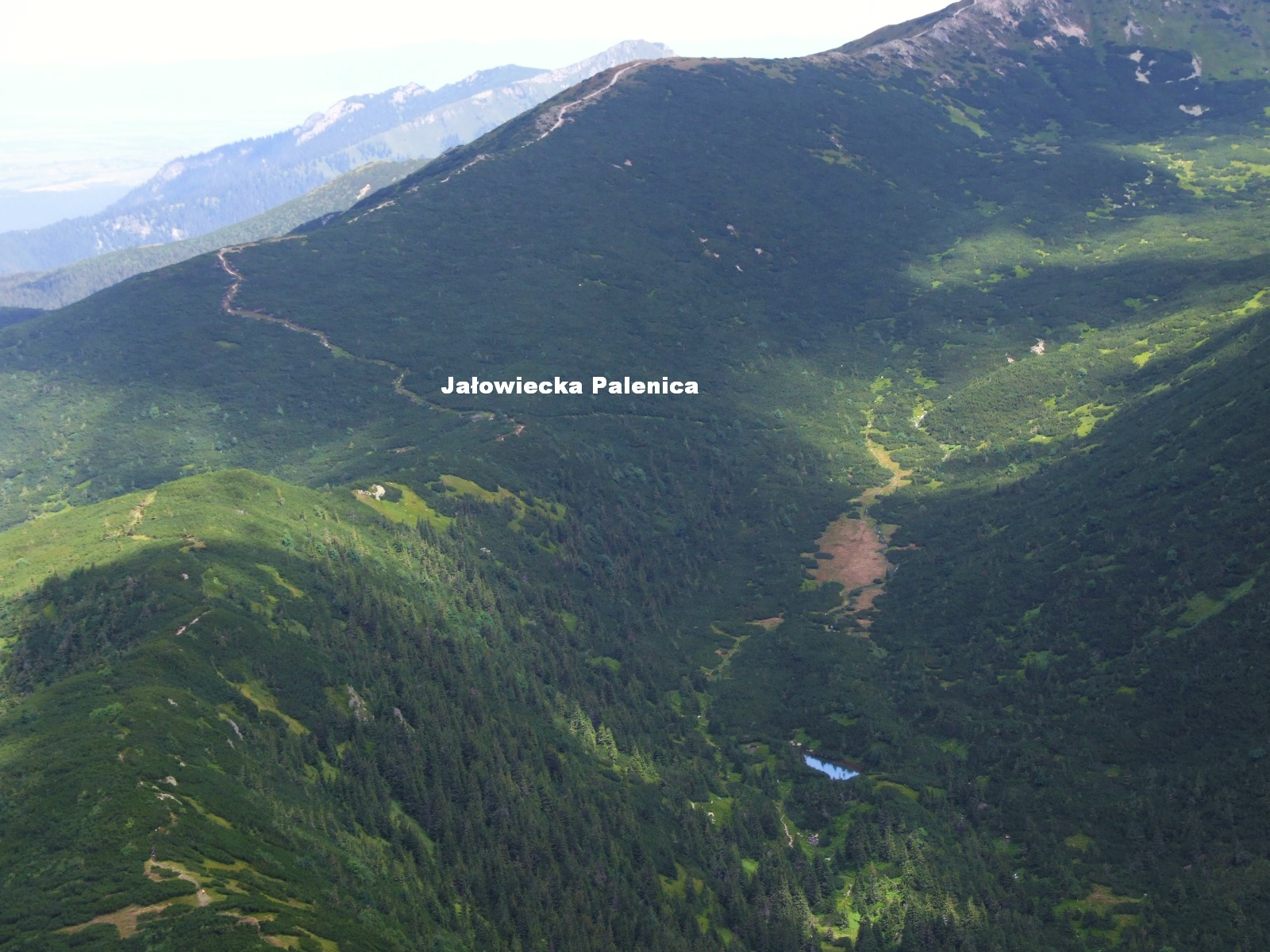

Bobrovecké plieska (polsky Bobrowieckie Stawki) je soubor tří ledovcových jezer nacházejících se v Západních Tatrách v Bobrovecké dolině.

## Plesa
| název                     | rozloha (ha) | délka (m) | šířka (m) | m.hl. (m) | objem (m³) | n.v. (m) | Souřadnice                       |
| ------------------------- | ------------ | --------- | --------- | --------- | ---------- | -------- | -------------------------------- |
| Biele Bobrovecké pliesko  | 0,0995       | 77        | 21        | 1,2       | 475        | 1 503    | 49°13′07″ s. š., 19°39′21″ v. d. |
| Čierne Bobrovecké pliesko | 0,0100       | 11        | 11        | —         | —          | 1 400    | 49°12′45″ s. š., 19°39′12″ v. d. |
| Malé Bobrovecké pliesko   | 0,0060       | —         | —         | —         | —          | 1 450    | 49°12′55″ s. š., 19°39′10″ v. d. |

## Přístup
Pleso je přístupné po  žluté turistické značce:
- z obce Jalovec 3 hodiny a 35 minut.
- z obce Zuberec 3 hodiny.